# Walter (podnik)
Walter a.s., hovorově Waltrovka, je bývalý strojírenský podnik v Praze 5-Jinonicích, vyrábějící nejdříve motocykly a motorové tříkolky, později i automobily a letecké motory. Od září 2004 byla letecká výroba prováděna společností WALTER ENGINES a.s. Tato společnost byla vymazána z obchodního rejstříku 30.9.2008, protože zanikla, na základě smlouvy o fúzi ze dne 11.9.2008, sloučením se společností FF Invest a.s. FF Invest (vymazána z obchodního rejstříku 8. prosince 2010) prodala aktiva bývalé společnosti Walter Engines společnosti, vzniklé v roce 2007 a působící pod obchodním jménem GE Aviation Czech, která je součástí GE Aviation, letecké divize koncernu General Electric.
Název „Waltrovka“ se používá i pro komplex administrativních a rezidenčních budov současné rezidence Waltrovka a také autobusových zastávek v okolí hlavního vchodu do areálu bývalé továrny.

## Vývoj názvu
K 1. prosinci 1911 byla založena Josefem Waltrem společnost Walter a spol., která úspěšnou výrobu motocyklů a motorových tříkolek postupně rozšířila na výrobu automobilů a leteckých motorů. V roce 1919 je tato společnost přejmenována na Akciovou továrnu automobilů Josef Walter a spol. a posléze v lednu 1932 se změnil název na „Akciová společnost Walter, továrna na automobily a letecké motory“. V době II. světové války byla společnost přejmenována na Walter Automobil und Flugmotoren Fabrik A.G. Po znárodnění Walter a.s. působila relativně krátce jako Letecké závody n. p., závod 01 a od 1. ledna 1948 jako Motorlet n. p. (národní podnik byl zřízen listinou ministra průmyslu ze dne 2. 9. 1948, obchodní rejstřík uvádí datum zápisu 15. 1. 1951, avšak dnem vzniku národního podniku je uváděn 1. leden 1948)  (Motorlet, národní podnik 1951–1957, Závody Jana Švermy Jinonice, národní podnik 1957–1966, Motorlet, národní podnik 1966–1973, Motorlet, Závod Jana Švermy, národní podnik 1973–1988), 1988 z obchodního rejstříku vymazán, nástupcem je státní podnik Aero, koncern Československého leteckého průmyslu Praha.  Od roku 1991 jako Motorlet, a.s.. V roce 1995 se společnost vrátila ke svému původnímu názvu Walter a.s. V červenci 2005 původního podniku Walter a.s. vyčleněna část podniku do WALTER MEDICA a.s. a v srpnu 2005  letecká výroba do WALTER ENGINES a.s. Zbytková společnost Walter a s. existuje sice dál, ale s původní výrobou v Jinonicích nemá již nic společného, protože jejím předmětem činnosti je pronájem nemovitostí, bytů a nebytových prostor.

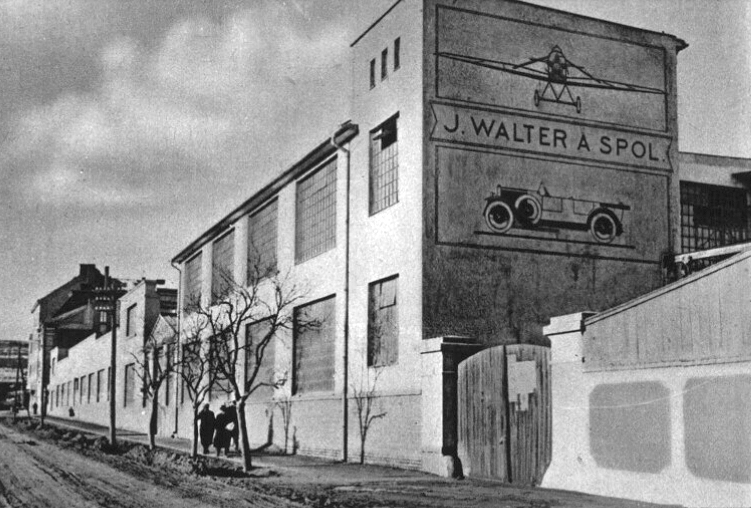
Továrna J. Walter a spol. (před r. 1929)

## Představitelé společnosti
Společnost byla založena Josefem Walterem. Společníky mj. byli továrník Vítězslav Kumpera, stavitel a městský rada na Smíchově Antonín Šimek (pozdější 1. předseda správní rady), profesor na ČVUT Ing. Ludvík Šimek, ředitel pivovaru Karel Vendulák, ředitel záložny Josef Tvrzský, majitel koželužny V. Tvrzský, ředitel a ministerský rada Dr. Vil. Weingärtner, továrník Prokop Fořt, statkář J. Březnovský, Bedřich Linhart, advokát a předseda vývozního spolku atd. Společníků bylo asi 25. Po změně statutu společnosti na akciovou v roce 1919 začíná slábnout vliv zakladatele, Josefa Waltera a z továrny odchází konstruktér ing. Josef Zubatý (konstruktér automobilů řady Walter WZ a motocyklu Walter 706 cm3). V roce 1920 přišli z Kopřivnické vozovky a Českomoravské strojírny ředitel ing. Jan Novák (konstruktér leteckých motorů řady Walter NZ, vrchní a technický ředitel 1920–1927), ing. Otomar Benák (vedoucí výroby 1920–1945), Theodor Svoboda (komerční ředitel, obchodní ředitel 1920–1945) a dílovedoucí soustružny Kamil Polívka, za protektorátu členem odbojové organizace Věrný pes (vrchní mistr, 1920–1943).
V lednu 1922 "po vzájemné dohodě" končí ve funkci ředitele a v dubnu 1922 definitivně odchází i ze správní rady společnosti Josef Walter a rozhodující vliv získává Vítězslav Kumpera (od r. 1927 předseda správní rady a prezident společnosti), který v roce 1927 přivedl svého staršího syna, ing. Antonína Kumperu a v roce 1929 mladšího syna JUDr. Vítězslava Kumperu ml. Předsedou správní rady byl Vítězslav Kumpera st. až do května 1945, místopředsedou správní rady byl vrchní ředitel Karel Vendulák. Karel Vendulák mimo to byl posledním majitelem pivnice a sládkem pivovaru U Medvídků (Na Perštýně, čp. 345/7), ředitelem Družstva pro ustanovení lidového divadla Uranie a také prvním ředitelem Prvního pražského měšťanského pivovaru (Měšťan) v Holešovicích (U Průhonu 13).
Antonín „Teny“ Kumpera se stal v roce 1927, po odchodu ing. Jana Nováka do Škody Mladá Boleslav (tehdy pobočný závod Akciové společnosti, dříve Škodovy závody v Plzni), vrchním ředitelem a v roce 1929 generálním ředitelem. Hlavní konstruktér ing. František Barvitius byl v roce 1929 jmenován technickým ředitelem. Stejným aktem správní rady společnosti byli jmenováni ing. Otomar Benák závodním ředitelem (výrobní ředitel), místoředitelem JUDr. Vítězslav Kumpera a šéfinženýrem ing. Josef Kurzweil. V 30. letech se asistenty (zástupci) manažerů stali ing. Jan Šusta (1924–1945, syn Josefa Šusty), Emil Havlíček a ing. Josef Kurzweil, kterého ve funkci šéfinženýra vystřídal ing. František Nušl (přišel po dokončení studia z „radlické“ firmy Automontage Jos.Janatka, která vyráběla motocykly Itar/mj. Walter 706 cm3). Ing. Jan Šusta byl navíc jmenován místoředitelem. Po ukončení automobilní výroby odešli konstruktér ing. Josef Plocek (1911–1923, (Walter M 922, Walter P, Walter PN) a konstruktér karoserií ing. Vladimír Balcar. V uvedeném složení pracoval management společnosti až do vypuknutí II. světové války.

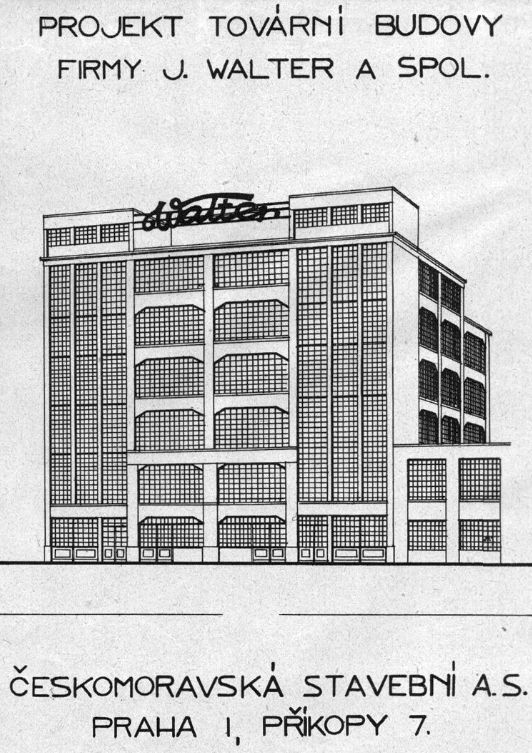
Projekt tovární budovy J. Walter a spol. (1929)

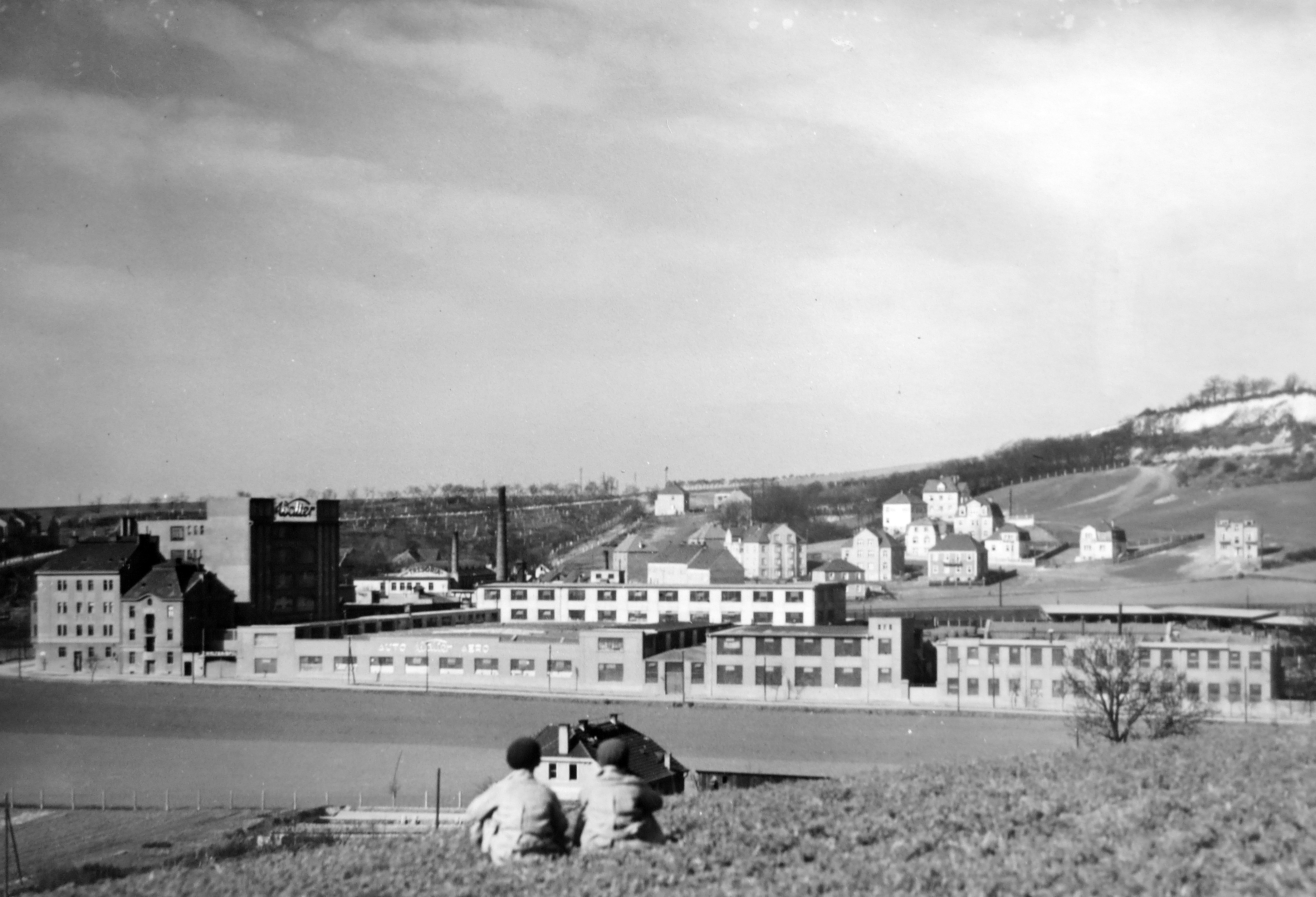
Továrna Walter, zcela vlevo Kumperova vila (1930)

Za války byla společnost „poněmčena“ a vedl ji německý správce Gustav Klestil, narozený ve Vídni. Po absolvování vojenské akademie se stal důstojníkem z povolání v československé armádě. Po okupaci se přihlásil k německé národnosti. V bouřlivých květnových dnech 1945 byla zaměstnanci zvolena Závodní rada, která odmítla s Antonínem Kumperou spolupracovat a navíc 15. května 1945 vydala „Sdělení“ o propuštění některých zaměstnanců, mezi nimiž byli mj. hlavní konstruktér a technický ředitel ing. František Adolf Barvitius, komerční ředitel dílen (výrobní ředitel) ing. Otomar Benák a ředitel ing. Jan Šusta, spolužák A. Kumpery z pražské techniky. Jak se uvádí ve „Sdělení“ byli propuštěni bez jakékoliv náhrady a nesmí jim být vyplacena jakákoliv hotovost. U Šusty následovalo i obvinění z kolaborace a přímo z pohřbu jeho otce prof. Josefa Šusty (prezident České akademie věd a umění, který 27.5.1945 spáchal sebevraždu) byl odveden do zajišťovací vazby.
Nejznámějšími „nemanagery“ továrny Walter v meziválečném období byli automobiloví závodníci Jindřich Knapp a Ivan Hodáč. K nim je třeba přiřadit i Bohumila Turka, který začínal svou kariéru na motocyklu Walter M 922.
Po II. světové válce přešla továrna do vlastnictví státu znárodněním. Od 19.7.1945 vedla továrnu A.S. Walter, po výnosu ministerstva průmyslu, národní správa, jejímiž členy byli Josef Krátký, ing. Alois Krátký, ing. František Nušl, Theodor Svoboda a ing. Václav Šístek. Theodor Svoboda byl na přelomu let 1945/1946 zatčen společně s otcem Vítězslavem a bratry Antonínem a Vítězslavem ml. Kumperovými a obviněn z finančních machinací. Svoboda ve vyšetřovací vazbě zemřel. Po znárodnění a po vzniku Leteckých závodů 01 byl ředitelem závodu v Jinonicích ing. Stanislav Rejna, obchodním vedoucím závodu byl Josef Louma, technickým vedoucím závodu byl ing. František Nušl. Ing. František Nušl, který bydlel na Barrandově, v rodinné vile Pod Habrovou 153/14 (blízký přítel Miloše Havla, syn prof. Františka Nušla, jeho mladším bratrem byl sochař, restaurátor a šperkař Jan Nušl), byl po roce 1948 ve vykonstruovaném procesu odsouzen na 20 let, odseděl si 7,5 roku.
Toto období včetně personálií je zpracováno na stránkách podniku Walter Jinonice.

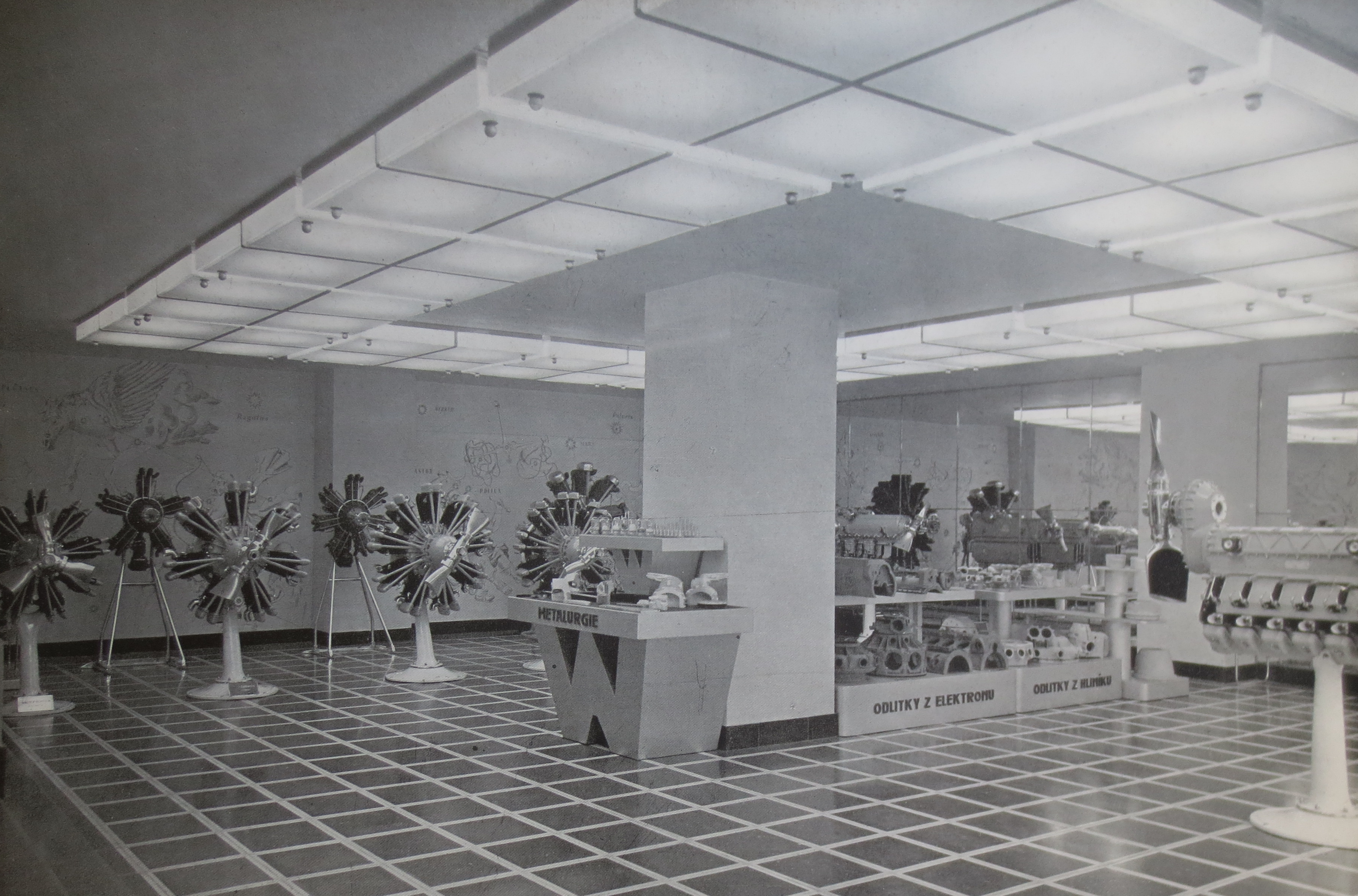
Továrna Walter, výstavní síň v nové betonové budově (1937)

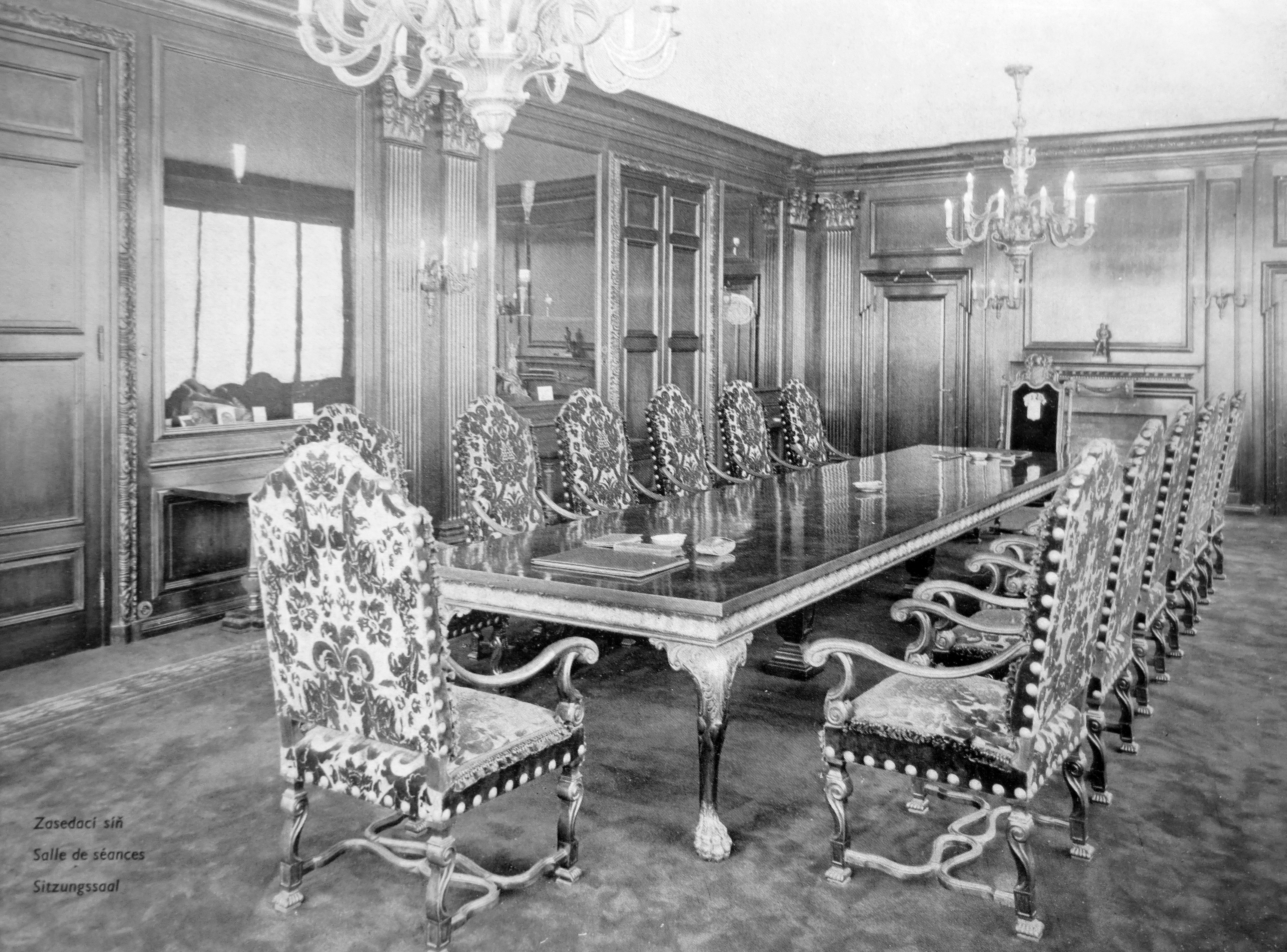
Továrna Walter, zasedací síň ředitelství v nové betonové budově (1937)

## Výrobky

### Automobily Walter

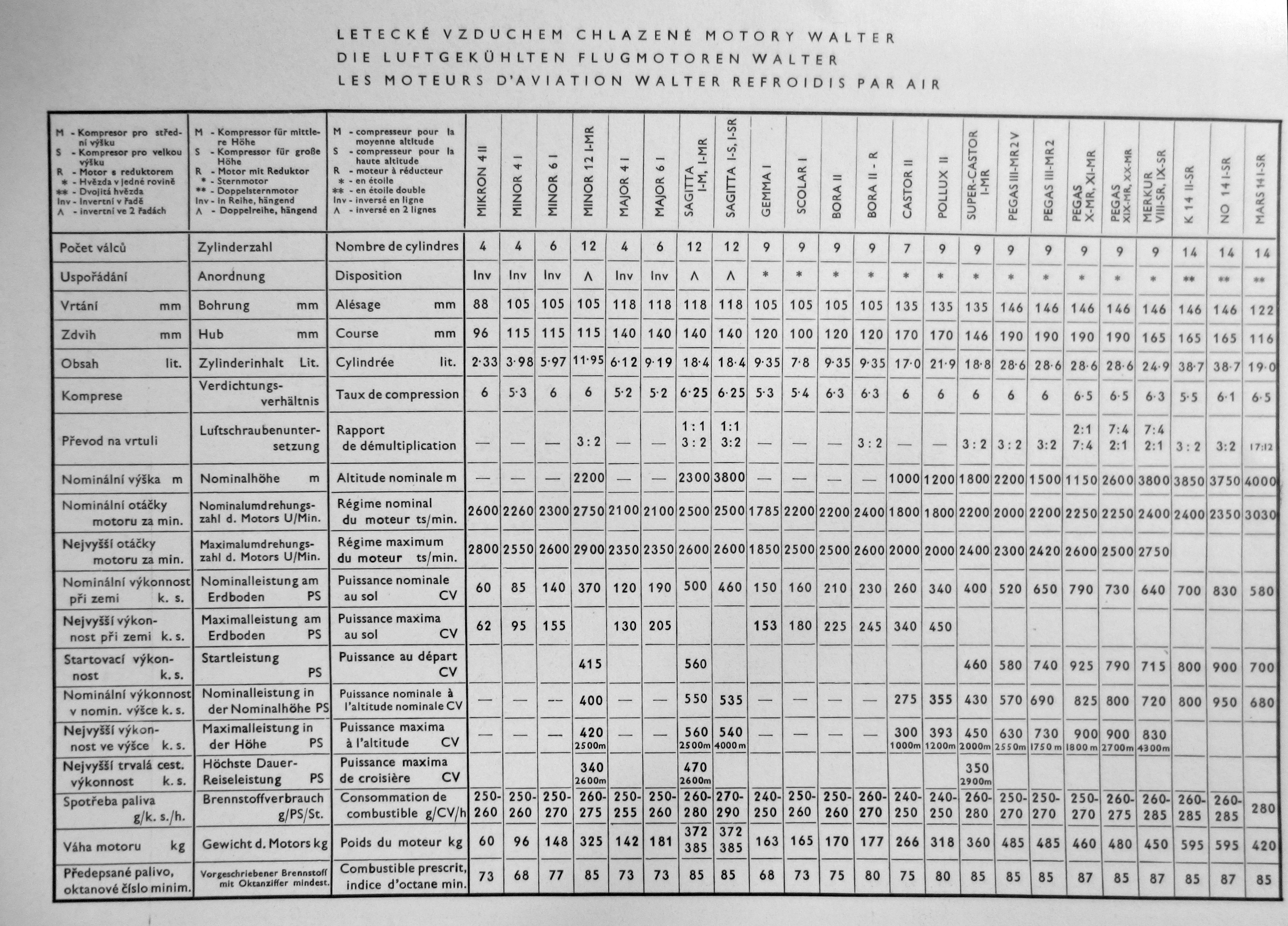
Tabulka leteckých motorů Walter vyráběných v roce 1939

Společnost Walter byla založena Josefem Walterem roku 1911. V letech 1913–1914 byla úspěšně zahájena výroba automobilů Walter W-III, W-II a W-I.
Během první světové války byly provozy továrny těžce poškozeny, výroba byla obnovena v roce 1919. Továrna byla téměř zničena velkým požárem ve čtvrtek 27. srpna 1914. Oheň vznikl při polední přestávce, kdy dělnictvo nebylo v továrně. Vybuchl buben na převařování klihu v kolárně (jiný zdroj uvádí, že se vzňaly od kamen hoblovačky), která následným požárem byla zcela zničena a s ní i řada strojů a karosárna. Popelem lehla téměř třetina továrny. Hasičský sbor ze Smíchova zdolával požár přes 3 hodiny.
Od roku 1919 až do roku 1928 byly vyráběny automobily WZ, WIZ, WIZI, Walter P-I, Walter P-II, Walter P-III a Walter P-IV. V roce 1928 začala výroba vozů Walter 4-B a Walter 6-B. Tyto automobily byly také velmi úspěšné a na jejich základě byly postupně vyvíjeny typy Walter Standard, Walter Super 6, Walter Regent a luxusní Walter Royal. Od roku 1924 byly vyráběny i užitkové automobily (nákladní, sanitní, požární a autobusy): Walter PN, Comercial, FN/FNA, Universal, Ideal, Diesel a D-Bus)
V licenci zde byly později vyráběny i automobily Fiat 508, Fiat 514 a Fiat 522/524, které se vyráběly pod názvy Bijou, Junior, sportovní Junior S a SS, Princ a Lord (1931–1937). Výroba automobilů pokračovala v letech 1946–1951, nejprve byla vyrobena 200 ks série nákladních automobilů vlastní konstrukce Walter PN, návazně byly vyráběny benzínové motory pro nákladní automobily Praga RN a podvozky s motorem pro automobil Aero Minor. Posledním projektem byly 2 protypy lidového vozitka Minicar z roku 1948. Po 50 letech továrna v automobilovém průmyslu (1901–1951) skončila, připočteme-li prvních 10 roků podnikatele Josefa Waltera, protože od roku 1951 byl ve velkých sériích vyráběn, mimo výroby pístových motorů vlastní konstrukce, licenční proudový motor M05 pro stíhačky MiG-15.

### Letecké motory Walter

#### 1923–1939
V roce 1923 začala firma Walter vyrábět letecké motory. Byly to jednak licenční vodou chlazené šestiválce BMW III (Walter W-III) a BMW IV (Walter W-IV), jednak první motory vlastní konstrukce. Jednalo se o hvězdicové motory řady NZ využívající shodné díly – od tříválce NZ-40 přes pětiválec NZ-60 a sedmiválec NZ-85 po devítiválec NZ-120, kde číslo značilo výkon v koňských silách. Motory řady NZ našly uplatnění v lehkých sportovních letadlech a byly vyváženy i do zahraničí. Řada NZ byla na přelomu 20. a 30. let nahrazena modernějšími motory Polaris, Vega, Venus a Mars I s vyššími výkony.
Ve vyšší výkonové kategorii byly vyráběny hvězdicové motory Regulus (5 válců), Castor (7 válců) a Pollux (9 válců), pokrývající rozsah výkonů 185–420k. Pro ještě vyšší výkony byl konstruován hvězdicový devítiválec Atlas o výkonu 650k, jeho vývoj se ale nepodařilo dovést do úspěšného konce. V roce 1936 přišly hvězdicové devítiválce Gemma, Bora a Scolar, lišící se zdvihem pístů a tím i výkonností v rozsahu 150–230k. Pro nejlehčí sportovní letadla byl v menším množství vyroben Atom, plochý dvouválec o výkonu 28k; byl použit na několika motorizovaných kluzácích.
Na začátku 30. let se u lehkých letadel stále více prosazovaly řadové invertní (válci dolů otočené) vzduchem chlazené motory. V roce 1932 A.S. Walter vyrobila první takový motor, čtyřválec Junior o výkonu 105k. V roce 1934 začal být vyráběn Minor 4 jako čtyřválec o výkonu 85, později 95k a šestiválec (Minor 6 o výkonu 140k) i dvanáctiválec Minor 12 . Pro menší letadla byl vyvinut čtyřválec Mikron o výkonu 62k. Větší obdobou Junioru byl Walter Major, vyráběný jako čtyřválec o výkonu 120k (Major 4) a šestiválec o 190k (Major 6). Junior, Major, Minor a Mikron našly uplatnění zejména v letadlech choceňské firmy Beneš a Mráz, na svou dobu velmi moderních. Největším vzduchem chlazeným řadovým motorem firmy Walter byl dvanáctiválec Sagitta o výkonu 550–600k (1936), který byl vyvážen i do zahraničí. Licence Sagitty byla za protektorátu v roce 1941 prodána do Itálie (Alfa Romeo 122 R.C.38).

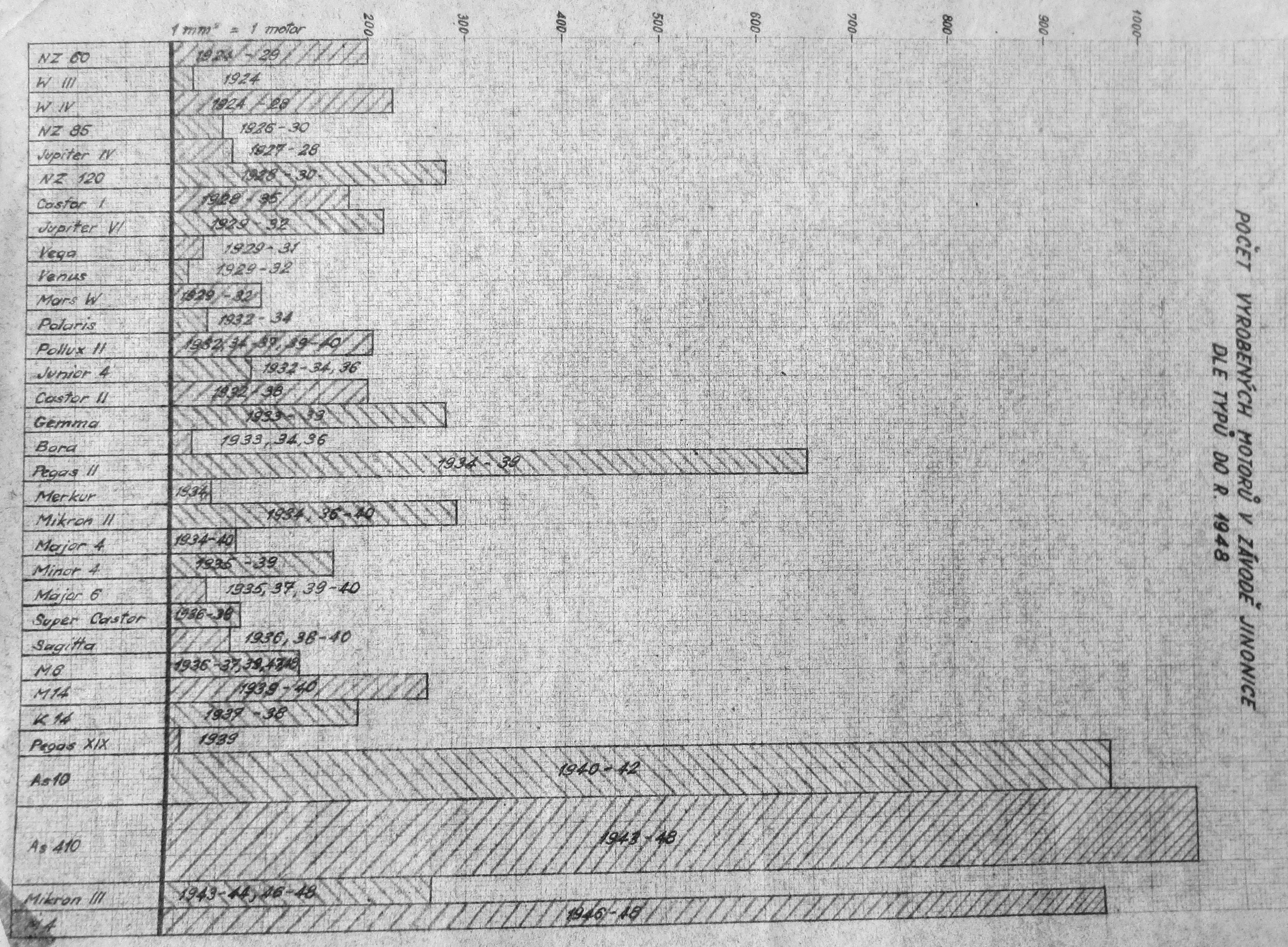
Počet vyrobených motorů v závodě Jinonice dle typů do r. 1948

Kromě motorů vlastní konstrukce byly licenčně vyráběny motory jiných výrobců. Byly to britské hvězdicové motory Bristol Jupiter (Walter Jupiter), Mercury (Walter Merkur) a Pegasus (Walter Pegas), francouzské Gnome-Rhône 14K Mistral Major (Mistral K 14), Gnome-Rhône 14M (Mars 14 M) a malý hvězdicový sedmiválec Pobjoy R (vyráběný jako Mira R); bez úspěchu se Waltrovka pokoušela uplatnit velké kapalinou chlazené dvanáctiválce Fiat (Walter W-V až VIII) a také dieselové motory Packard 230HP a Junkers Jumo 4.

#### 1939–1945
Za německé okupace výroba vlastních motorů Walter zvolna ustala. Výroba některých letounů Aero, Avia, Beneš-Mráz, Letov a Praga pokračovala i za okupace a do některých z nich byly instalovány motory Walter. Byly to "dobíhající" série motorů Pegas II-M2/III-M2 pro Letov Š-328, Castor II-A pro Avia Bš-122, Pollux pro Praga E-241, Gemma pro Praga BH-39 (E 39), Sagitta I-MR pro Praga E-51, Merkur IX pro Aero A-300, Super Castor pro Aero A-304, Minor 4 pro Beneš-Mráz Be-51C, Be-555 a Mráz Zobor I, Mistral K 14 pro Aero MB-200 atd. Od roku 1940 se vyráběly především pro bitevní, cvičná a spojovací letadla německé motory Argus As 10 (1940-42) a Argus As 410 (1943–1948, po válce jako M-410 se změnami, které navrhl Václav Kačírek, pro letoun Avia C-2/Arado Ar 96). Hospodářsky se A.S. Walter i za války dařilo. Například za rok 1940 bylo dosaženo zisku 4,578 mil. Kč, což s převodem z roku 1939 činilo 6,179 mil. Kč. Připravovala se výroba proudových motorů BMW 003, která však do konce války nebyla zahájena. Během druhé světové války ani při spojeneckém náletu (14. února 1945) nebyla továrna nijak poškozena. Nálet však silně poškodil nedalekou obytnou oblast Farkáň v Radlicích a další domy a usedlosti v radlickém údolí. Po konci války byla obnovena výroba nákladních automobilů a leteckých motorů vlastní konstrukce. Byl naplánován další rozvoj a vývoj leteckých motorů vlastní konstrukce.

#### 1945–1989
Po válce byla továrna znárodněna a krátce nato přejmenována na národní podnik Motorlet (po určité období také jako Závody Jana Švermy Jinonice n.p., 1957–1966). Vyráběly se modernizované verze předválečných řadových motorů – Mikron III o výkonu 48 kW (65k), Minor 4-III o 77 kW (105 k), Minor 6-III o 118 kW (160 k) a nový motor Walter A pro pohon motorizovaných kluzáků. Všechny tyto motory konstrukčně zpracované ing. Bohuslavem Šimůnkem byly používány v poválečných sportovních letadlech, Minor 6 byl také licenčně vyráběn v Jugoslávii (Walter/IMR Minor J-W-6/III). Po roztržce Stalin–Tito byli účastníci jednání o licenci obviněni z vyzrazení státního tajemství, ze spolčování s nepřítelem, ze sabotáže a z vlastizrady, mj. Nušl, Kurzweil, Bervida, Anderle, Hamerník a Janák atd.
V druhé polovině 50. letech byly od Minorů odvozeny nové motory ing. Šimůnka se vstřikováním paliva (nepřímé vstřikování před sací ventily) a kompresorem, čtyřválec Walter M-332 (později Avia M322) o výkonu 104 kW (140 k) a šestiválec Walter M-337 o výkonu 154 kW (210 k). Pro pokračovací cvičná letadla pro armádu (prototyp XLE-10) byl vyvíjen velký vzduchem chlazený vidlicový dvanáctiválec Walter V-12 (M 446) o vzletovém výkonu až 700 k, nakonec byla prosazena licenční výroba sovětských letounů Jak-11 i s jejich hvězdicovými motory Švecov AŠ-21 (v Československu vyráběný v licenci jako M-21) a M 446 zůstal jenom v prototypu.
V roce 1947 byla do Jinonic na základě vládního usnesení z 1. října 1946 s přihlédnutím k celostátním hospodářským a vojenským potřebám přesunuta výroba leteckých motorů z továrny Praga včetně vývoje. Konstrukční skupina ing. Jaroslava Kruliše zde vyvinula plochý šestiválec M-208 o výkonu 162 kW (220 k) vyráběný od roku 1954 pod obchodní značkou Praga Doris. Od něj byl odvozen motor M-108H  s nuceným chlazením ventilátorem pro pohon vrtulníku HC-3; jeho výkon se z původních 220 k podařilo zvýšit na 184 kW (240 k), ale sériově se nevyráběl. Pro pohon vrtulníků (Aero HC-2 Heli Baby a Aero HC-102) byl určen i plochý čtyřválec M-110H  o výkonu 86 kW (117 k). "Nezavedenými" pístovými motory do sériové výroby byly motory: M-431 ing. Šimůnka (1947) a M-441 ing. Kačírka (1957). V letech 1959 (ing. Kruliš) a 1964 (ing. Šimůnek) přešly obě konstrukční skupiny pístových motorů do Avia n.p., závod Jiřího Dimitrova. V továrně, která "jela" v třísměnném provozu a měla přes 4500 zaměstnanců, už nebylo pro pístové motory místo. Výroba pístových motorů byla v roce 1964 ukončena a převedena do podniku Avia, v Jinonicích zůstala jenom výroba některých součástí pístových motorů a hlavně výroba turbínových motorů. K výrobě pístových motorů se firma Walter krátce vrátila v 90. letech, kdy byl vyvinut dvoutaktní dvouválcový motor M-202 (ing. Jiří Vyčítal) o výkonu 48 kW, ale po vyrobení (1990–2000) pouhých 12 kusů byl program zastaven.
Vývoj proudových motorů byl zahájen hned po válce, kdy se testovaly zdokonalené motory Junkers Jumo 004 a BMW 003, na nichž se zkoušely duté turbínové lopatky ze žárupevných slitin Poldi (AKCN/Nimonic), program však byl brzy přerušen. Od roku 1951 byl vyráběn pod označením Walter M-05 licenční, turbokompresorový motor RD-45F (inovovaný motor Rolls-Royce Nene, konstruktér Vladimír J. Klimov) pro proudové stíhačky MiG-15. Těchto motorů s tahem 22,25 kN bylo letech 1952–1962 vyrobeno 5094 ks. V letech 1954–1957 se potom vyráběl motor Walter M-06, licenční sovětský Klimov VK-1, zdokonalená verze RD-45 se zvýšeným tahem na 26,47 kN. To byl turbokompresorový motor jednohřídelové koncepce, s radiálním kompresorem, devíti přímoproudými spalovacími komorami a jednostupňovou axiální turbínou. Těch bylo především pro letouny MIG-15bis vyrobeno 1028 ks. Poslední licenční motor konstruktéra Klimova byla zdokonalená verze M-06 vyráběná v letech 1957–1959 pod označením Walter M-07 (VK-1F). Oproti M-06 byl vybaven komorou přídavného spalování (F = forsáž). Těch bylo vyrobeno 51 kusů a byly určeny pro letouny MiG-17. V tomto období "zostřeného třídního boje" byla v Motorletu dislokována 12. rota z 2. praporu 2. brigády Vnitřní stráže k ochraně a střežení závodů zvláštní důležitosti (1952–1966).

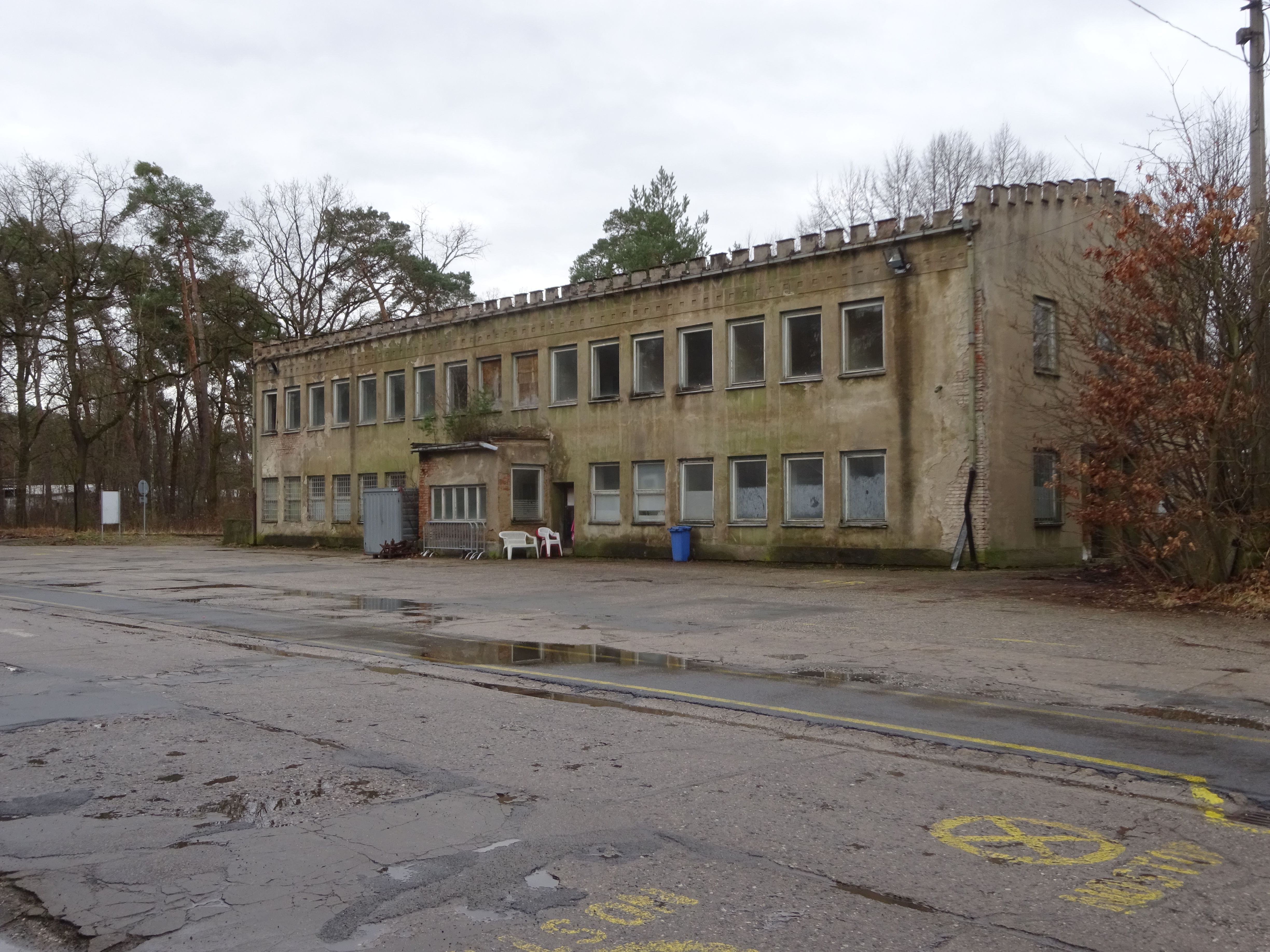
Správní budova provozovny E v lese za Starou Boleslaví (2024)

Od roku 1956 probíhal vývoj motoru Walter M701 (konstruktéři ing. Jiří Rada, ing. Vladimír Pospíšil, ing. Jan Kloud, Jiří Nyklíček a další), který byl završen výrobou prototypu v roce 1958 a sériovou výrobou v letech 1960–1978. Těchto motorů bylo vyrobeno 9250, což je nejvyšší počet ze všech typů vyráběných v Jinonicích. Motor M701 poháněl proudová cvičná letadla Aero L-29 Delfín vyráběná ve velkých počtech (uvádí se 3665 letounů) pro většinu zemí RVHP. Motor se však vyráběl až do roku 1990 (náhradní díly ale i kompletní motory pro náhradní potřebu), kdy byla výroba definitivně ukončena.

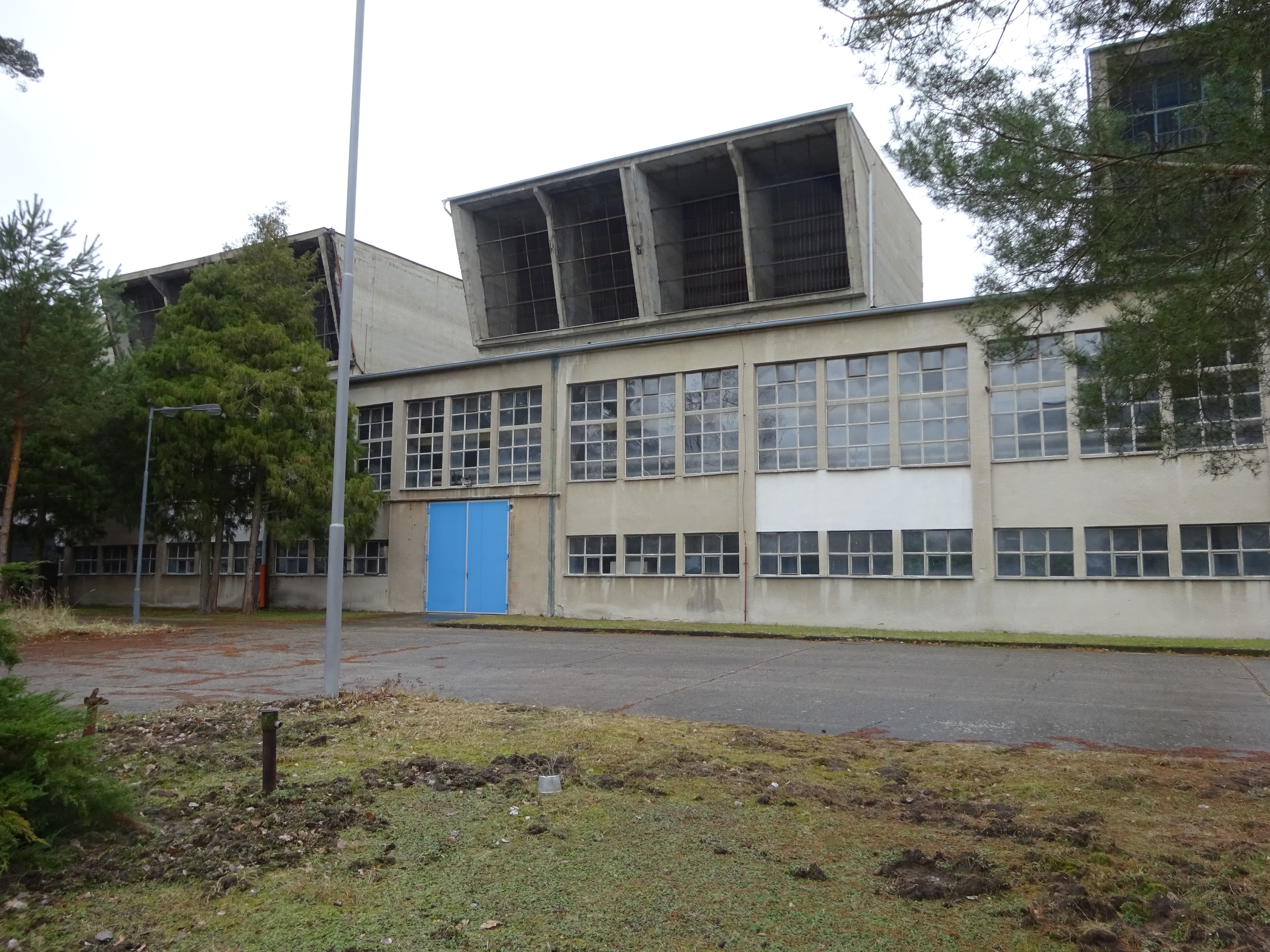
Zkušebna motorů LOM Praha (2024)

Pro potřeby vývoje a výroby prvních letounů Aero L-39 Albatros vyrobil Motorlet na přelomu 60. a 70. let několik (nultá a 1. série, 35 ks) dvouproudových motorů AI-25W (W = Walter) s tahem 14,4 kN. Motor AI-25 byl původně vyvinut a používán pro dopravní letoun Jakovlev Jak-40. Oproti původnímu ukrajinskému motoru Ivčenko AI-25 měl tento motor jinonickými konstruktéry upravený olejový a palivový systém, problémem však bylo startování motoru. To vyřešil spouštěč Microturbo Saphire, který by pak vyráběn v licenci v První brněnské strojírně ve Velké Bíteši. Pro zvýšení tahu a celkové ekonomičnosti motoru AI25W bylo ve vývoji n.p. Motorlet navrženo zcela nové dvoustupňové dmychadlo místo původního třístupňového. Na sériové L-39, po dohodě o přímých dodávkách motorů, ke kterým byla dodána dokumentace AI-25W, však byl použit v Záporoží modernizovaný motor AI-25TL (konstrukční kancelář Ivčenko-Progress, konstruktér Alexander G. Ivčenko) s tahem 16,85 kN. V Záporoží byly na AI25W zavedeny další úpravy. Po dokončení vývoje motoru AI25W v tehdejší vědecko-výzkumné základně Motorletu byla vytvořena studie motoru Walter Titan. Měl zvyšovat tah a snižovat spotřebu. Hlavní změnou byla úprava nízkotlakého kompresoru. Pro nízkotlaký kompresor byl navržen pouze jeden stupeň společný pro studený i teplý proud a tři „půlstupně“ stlačující pouze teplý proud. Tím byl zvýšen obtokový poměr a zvýšeno stlačení  teplého proudu, což pro rychlosti letadla L-39 způsobilo zvýšení tahu a snížení spotřeby motoru. Po rozhodnutí, že motory pro L-39 bude dodávat Záporoží, byla i studie motoru Walter-Titan předána na Ukrajinu. Po určité době sériové výroby AI25TL oznámil záporožský závod dokončení vývoje výkonnějšího motoru pro L-39, který byl nazván DV2, jehož výroba a byla direktivním ministerským rozhodnutím předána do Povážských strojární v Povážské Bystrici.

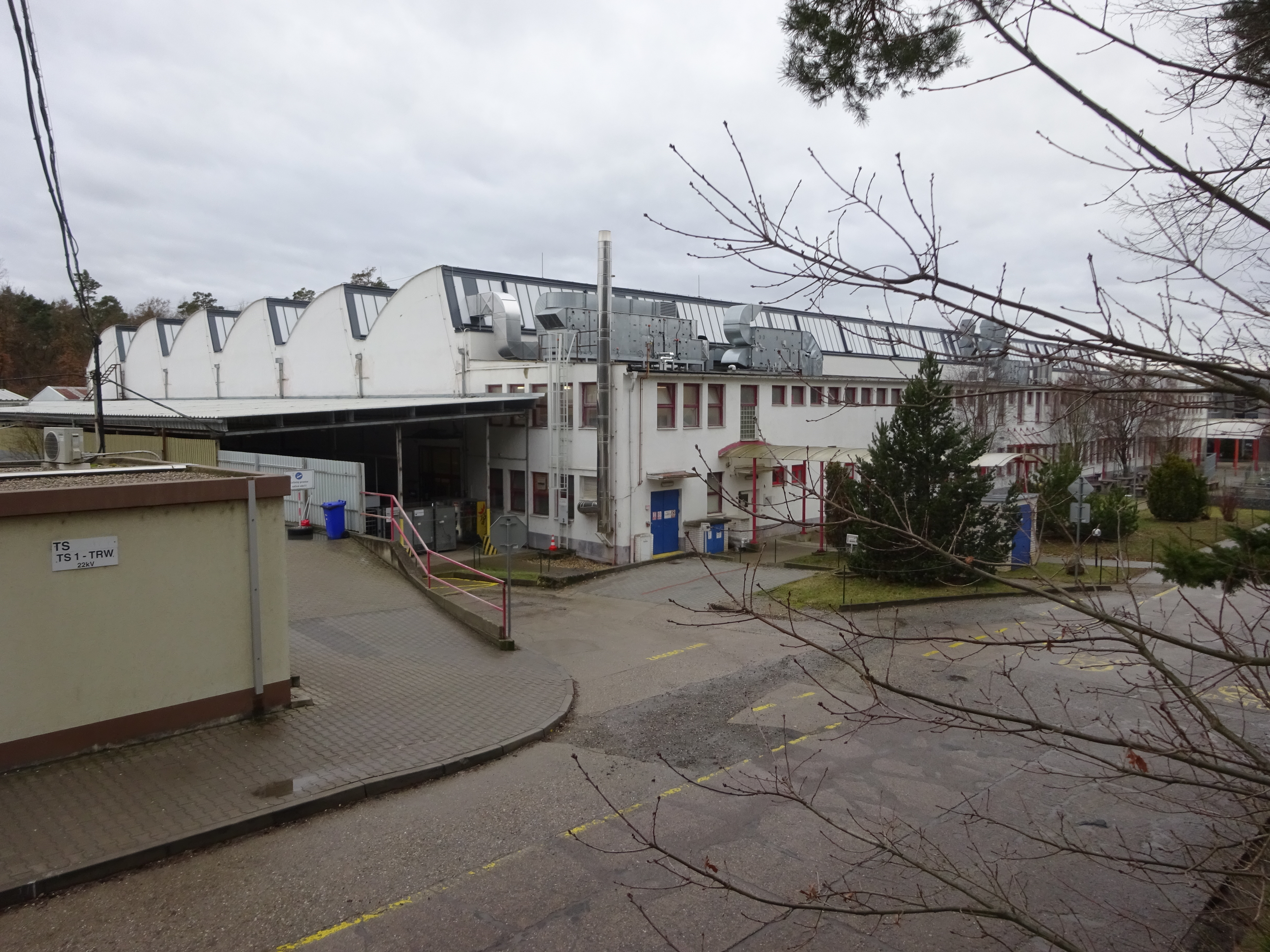
Montážní hala na provozovně E, vlastní ZF Passive Safety Czech (2024)

Pro letadla Let L-410 Turbolet byl vyvinut turbovrtulový motor Walter M601 (konstruktér ing. Václav Kačírek). První prototyp byl spuštěn v roce 1963, ale definitivní verze M601A, zcela  přepracovaná, byla hotova v roce 1971 a certifikována v roce 1975. Motor byl vyráběn ve velkých počtech především pro L-410 v několika postupně zdokonalovaných verzích, kdy byl postupně zvyšován jak výkon, tak i doba mezi generálními opravami. Celkem bylo v letech 1975–2000 vyrobeno 4512 motorů M601. Pro dopravní letoun Let L-610 byl vyvinut turbovrtulový tříhřídelový motor s dvoustupňovým radiálním kompresorem a dvoustupňovou volnou turbínou Walter M602  o vzletovém výkonu 1360 kW. Vývoj byl zahájen v roce 1981, první prototyp běžel v roce 1986. Program L-610 byl ale začátkem 90. let zastaven a tak se, po vyrobení 10 prototypů, nedočkal sériové výroby ani M 602.
V době budování rozvinuté socialistické společnosti v polovině 80. let byl na trhu nedostatek nejrůznějšího spotřebního zboží. Pro vládní program obohacení trhu (1% z obratu společnosti) začal Motorlet n.p. vyrábět horolezecké karabiny (36 000 ks/rok) a pro cyklisty kompletní středové složení s přehazovačkou a přesmykačem. Později začal vyrábět i kolenní náhrady a kyčelní klouby (endoprotézy) pro ortopedickou chirurgii. Od roku 2004 tuto výrobu endoprotéz a chirurgického instrumentária zajišťovala společnost WALTER MEDICA a.s.

#### 1989–2008 (Situace po revoluci)

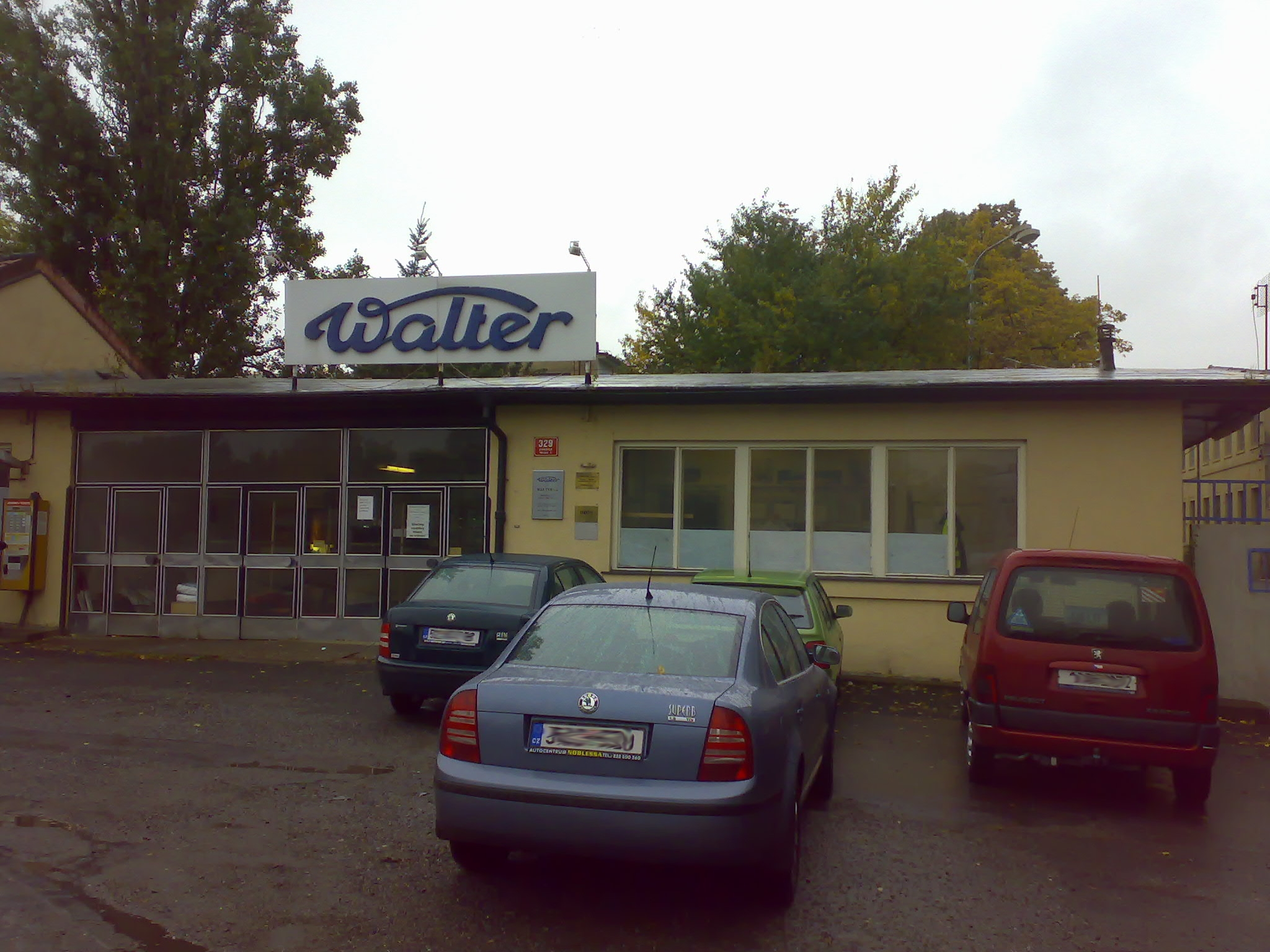
Vrátnice Waltrovky (2008)

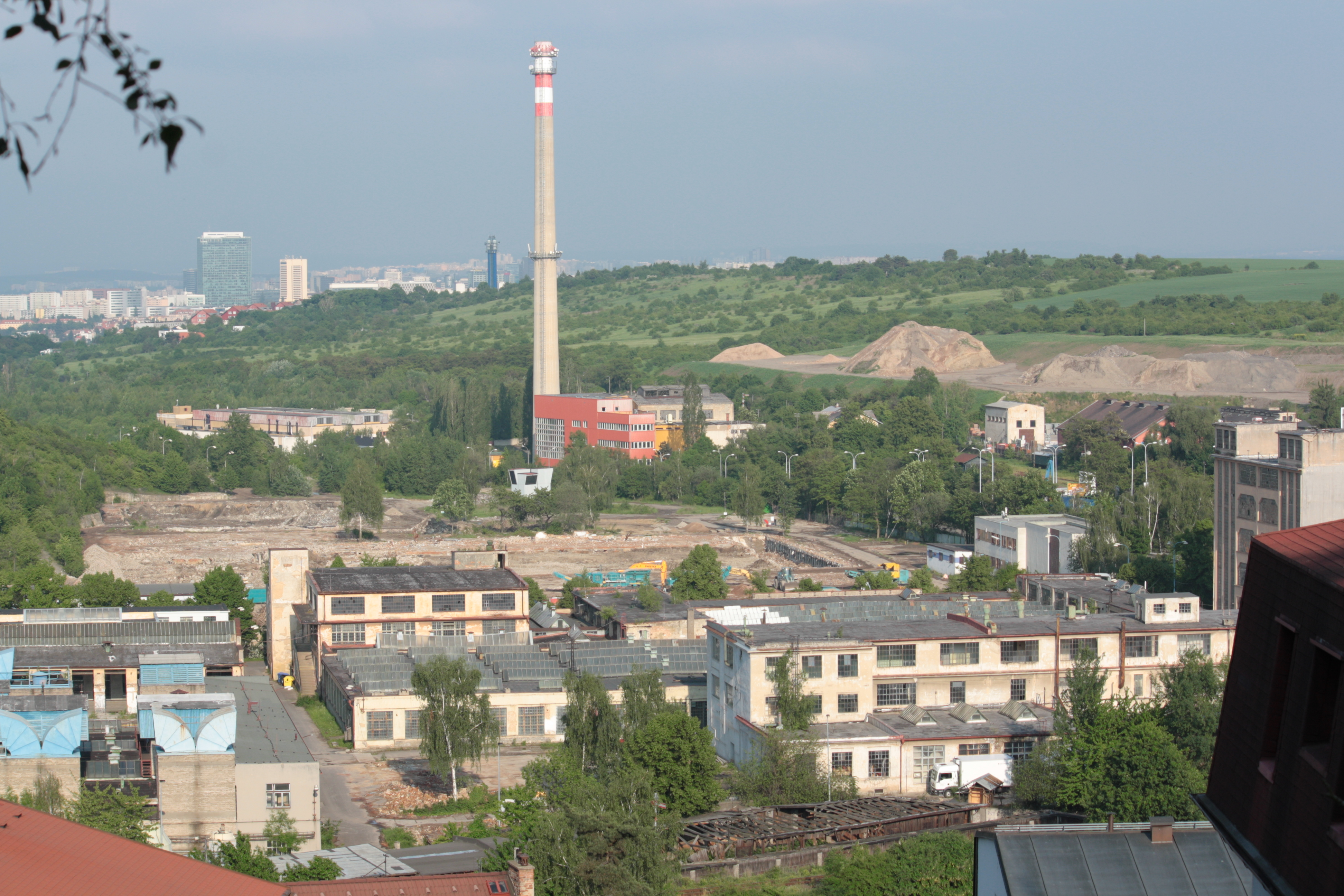
Stav 2010. Světlá plocha uprostřed je bývalá Iranhala, v pozadí kotelna s komínem (nyní Kotelna Park 1), vlevo bývalý objekt zkušeben motorů, zcela vpravo jediná dochovaná budova Walter tzv. betoňák.

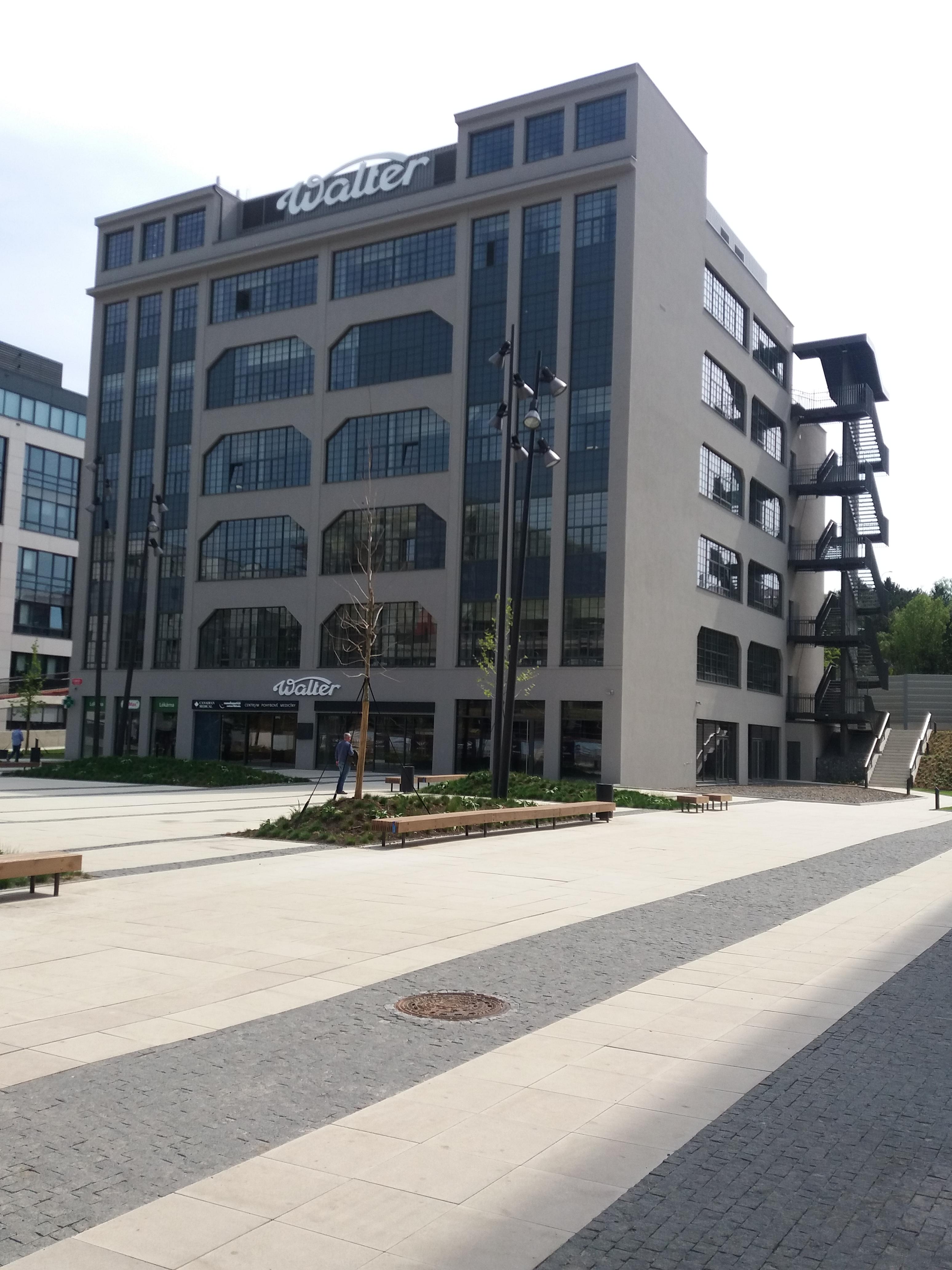
Jediná budova Walter z původní továrny Walter (bývalý „betoňák“)

Po roce 1989 se zhroutil trh bývalého SSSR. Nová letadla L-410 se v podstatě nevyráběla a tím klesla k nule potřeba nových motorů M601. Společnost přežívala z provádění GO motorů M601 starších verzí a z výroby ND. V roce 1991 je zapsán do obchodního rejstříku Motorlet, a.s. Mimo osvědčených verzí M601D a M601E vyrábí verzi M601Z pro zemědělské letouny Z-37T Agro Turbo a polský PZL-106 BT Kruk, verzi M601T pro akrobatické letouny PZL-130 Orlik, znovu se vrací k výrobě pístových motorů Walter M-202 připravovaných pro motorové kluzáky L-13 SE Vivat a pro ultralehká letadla, připravuje verzi M601ZP jako energetickou jednotku, vyrábí startovací jednotku Jetstart a energetickou jednotku EJ500 a námořní verzi pro pohon rychlých plavidel M601M Codag. Koncem roku 1991 testuje možnosti General Electric zadáním objednávky na výrobu dílů pro motor CT7. Dokončuje další modernizaci motoru M601E a v letech 1993–2008 je vyrábí jako M601F.
V letech 1993–2002 probíhalo neúspěšné výběrové řízení na strategického partnera pro privatizaci společnosti. Nejblíže dohodě byla jednání s firmou Pratt & Whitney Canada, avšak v červenci 2002 firma Pratt & Whitney od dalšího jednání odstoupila. Stalo se tak na přímý zásah bývalé americké velvyslankyně Shirley Temple-Blackové a prezidenta Václava Havla k posílení ambicí americké společnosti General Electric Aircraft Engines. Mimo to nosný jinonický výrobek M601 byl koncepčně velmi podobný motoru Pratt & Whitney Canada PT6. Až v roce 1995 se společnost vrátila k původnímu nazvu Walter a.s. (stav zaměstnanců 1 198). Ovšem neznamenalo to rozkvět do původních hladin slávy. V demokratickém režimu nebyla továrna soběstačná a značné oživeni přišlo až po roce 2000 (při stavu zaměstnanců 709), kdy od roku 1989 odešlo anebo bylo propuštěno přes 2 000 zaměstnanců z původních téměř 3 000 (v 80. letech). Další vývoj ovšem nevedl ke zlepšení jako u jiných značek, které prošly oživením. Americký majitel závodu (Novus Holding Corp.) neměl chuť do Waltrovky příliš investovat a zaujal strategii „soběstačnosti“. Navíc, kvůli špatně sepsaným smlouvám se podniku dařilo čím dál méně.

## Zánik společnosti
Od roku 1991 se Motorlet, a.s. počal „atomizovat“. V červenci 1991 se odděluje slévárna přesného lití a vzniká Walter-Deritend a.s. se zahraniční účastí (Radlická 227/107). Od června 2002 je přejmenována tato společnost na Prague Casting Services. K další změně došlo v létě 2021, kdy společnost byla přejmenována na Walter Praguecast a.s., kterou nyní vlastní české fyzické a právnické osoby.
V roce 1992 s majetkovou účastí Motorletu a Avie Letňany vzniká Avia-Hamilton Standard Aviation s. r. o. na výrobu vrtulí. Od roku 1999 působí tato společnost pod názvem Avia Propeller, s.r.o. a přestěhovala se z bývalého areálu provozovny E Motorletu ve Staré Boleslavi do areálu Letov v Letňanech. V roce 2004 se odděluje část zdravotnické techniky a vzniká WALTER MEDICA a.s. V roce 2006 do ní kapitálově vstupuje MEDIN a.s. a vytváří MEDIN Orthopaedics, a.s. V roce 2014 tato společnost zaniká fúzí s nástupnickou společností ProSpon, spol. s r.o. V roce 1998 odprodala Walter a.s. objekt Na Hutmance 2, kde byl provoz prototypové výroby, společnosti HVM Plasma, spol. s r.o. Tento objekt získal Motorlet do vlastnictví v roce 1950 po společnosti Kovona (závod 06 Jinonice, 1948–1950), před níž zde měla sídlo společnost Tresoria. Po ní se jmenuje nedaleká ulice U Trezorky, která vznikla až v 21. století při výstavbě rezidence Waltrovka.
V srpnu 2005 se vyčleňuje z původního podniku Walter a.s. letecká výroba a vzniká WALTER ENGINES a.s. Tato společnost byla vymazána z obchodního rejstříku v roce 2008 po fúzi se společností FF Invest a.s. Aktiva bývalé společnosti WALTER ENGINES a.s. od společnosti FF Invest a.s. v roce 2007 kupuje General Electric (tato společnost na rozdíl od Pratt & Whitney Canada žádný turbovrtulový motor kategorie M601 nemá) a vzniká GE Aviation Czech s.r.o. Patří pod leteckou divizi firmy GE. Nová společnost GE Aviation Czech přemístila do Letňan do areálu společnosti Letov. Z původních počtu zaměstnanců z Jinonic přešlo do Letňan asi 500. To co nesouviselo s výrobou leteckých motorů M601, bylo z výrobního programu okamžitě vyřazeno. Z motoru M601F po rekonstrukci kompresoru a dalších úpravách vzniká odvozená verze GE H80. V roce 2011 měla firma GE Aviation Czech ve stavu 350 kmenových zaměstnanců.

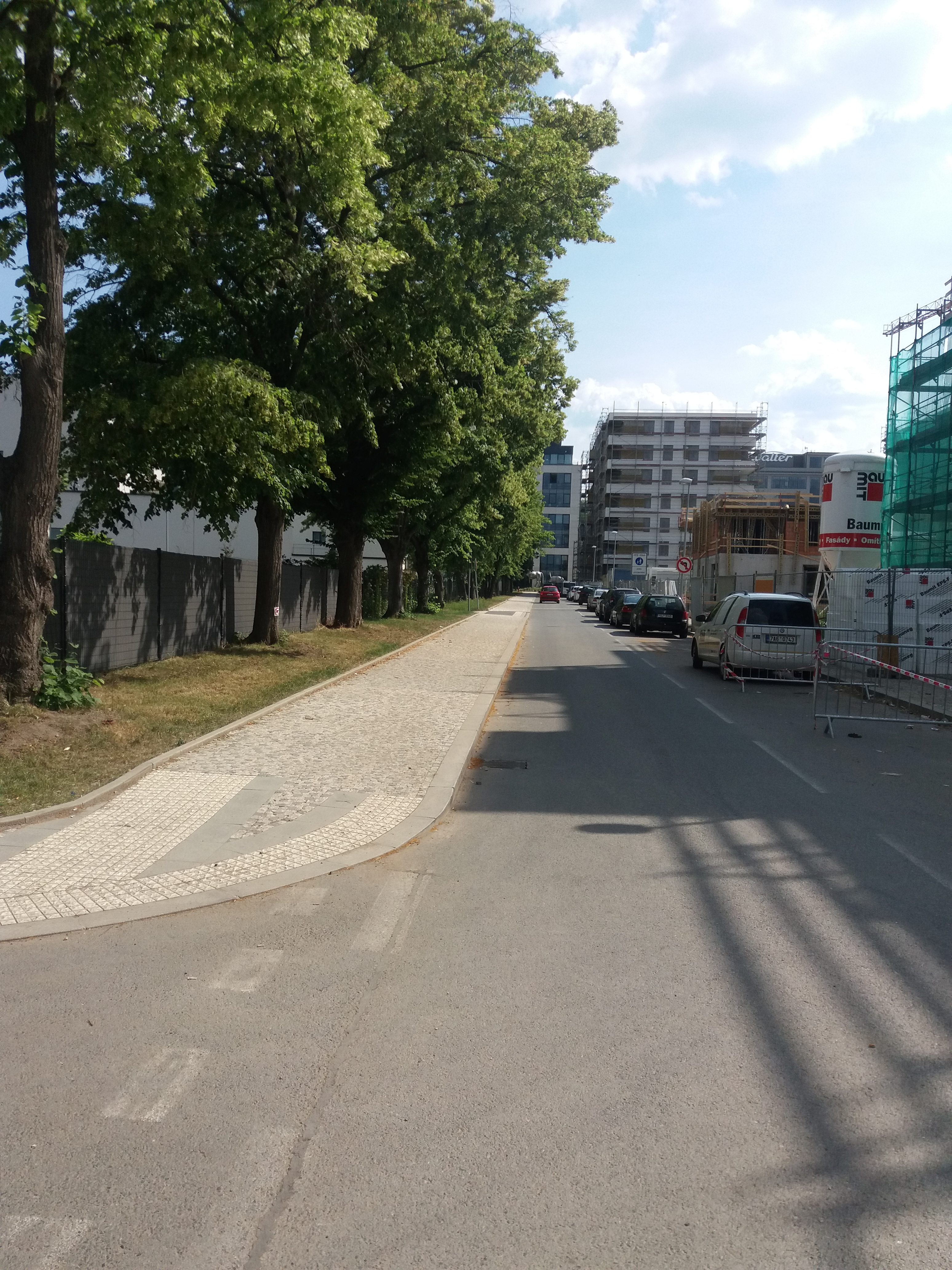
Barvitiova (dř. část Jinonické), 2018

V roce 2005 se vlastníkem zbytkové Walter a.s. stala irská společnost Pembroke Holdings se sídlem v Praze (ve spojení s developerskou společností Red Group). Jejími vlastníky bylo osm fyzických osob původem z Irska. Nastalo období přípravy využití nemovitého majetku společnosti Walter k developerským účelům. Pembroke Holdings byla "nadřízena" několika dceřiným společnostem: Pembroke Jinonice a.s. (areál Walter na katastru Jinonice), Pembroke Foja a.s. (areál v Radlicích, býv. ateliery FOJA, Radlice č.p. 105/202), Pembroke Radlice a.s. (areál býv. kotelny Walter v Radlicích, nyní Kotelna Park 1) a Pembroke SB a.s. (areál býv. provozovny E ve Staré Boleslavi). Provozovna E byla vybudována v roce 1956 v lese severozápadně za Starou Boleslaví (Hlavenec č.p. 161, LV 172, vlastník pozemků nyní Thyramen a.s., nástupnická společnost, která se sloučila se společností Pembroke SB), kde byl umístěn provoz demontáže po záběhu turbínových motorů na zkušebnách v Jinonicích a tzv. druhá montáž (montážní halu využívala do roku 1998 společnost Avia-Hamilton Standard Aviation). Závěrečné zkoušky byly prováděny na zkušebně motorů v provozovně E. Ta však byla zbořena a nyní se v areálu nacházejí na jiném místě novější zkušebny LOM Praha. Od října 1998 v prostorech montážní haly sídlila společnost TRW-CARR s.r.o. (divize bezpečnostní pásy) sfúzovaná v roce 2015 s firmou ZF Friedrichshafen AG na nové jméno ZF Passive Safety Czech s.r.o. Pokračuje ve výrobě bezpečnostních pásů.
Walter a.s. se z Jinonic musela odstěhovat (nyní sídlí na adrese Radlická 180/50, Smíchov, a společně s ní zde sídlí celkem 27 právnických osob) a původní areál firmy podstoupil demolici. Mezi prvními objekty byla zbourána z architektonického hlediska zajímavá Kumperova vila, Jinonice č.p. 346, která k objektu nové betonové budovy přiléhala a byla s ním průchody propojena. V ní sídlily za dob Motorletu po jednotlivých patrech ZV ROH, ZO, vedení obchodního a technického úseku a ZVS. Před válkou v ní bydlel např. automobilový závodník Jindřich Knapp a výrobní ředitel ing. Otomar Benák.

## Současnost a budoucnost jinonického areálu
Developerská společnost Red Group, s. r. o. se chystala na místě bývalé továrny postavit celou novou čtvrt, tzv. Q5 Waltrovka. Proklamovanou snahou bylo zachovat genius loci místa. Továrnu, která tu byla celé jedno století, měly i nadále připomínat zrekonstruované budovy. Z původního záměru došlo jen k přestavbě bývalé kotelny Motorletu na Radlické ulici (nyní pozemky a nový objekt vlastní BHY Czech, s irskými vlastníky) a ke zboření objektu bývalých ateliérů FOJA (SOU Motorlet, dříve Red Group, nyní pozemky vlastní Investiční Delta a.s. vč. areálu bývalých autodílen Ministerstva vnitra, LV 539 v majetku Penta Real Estate z Kyperské republiky). Projekt na pozemku a v budovách bývalé kotelny se jmenuje administrativní centrum Kotelna Park 1 a v roce 2017 získal titul v soutěži Stavba roku 2017. Na sousedícím pozemku mezi Kotelnou Park 1 a slévárnou přesného lití Walter Praguecast vzniklo centrum Kotelna Park 2 (2020).

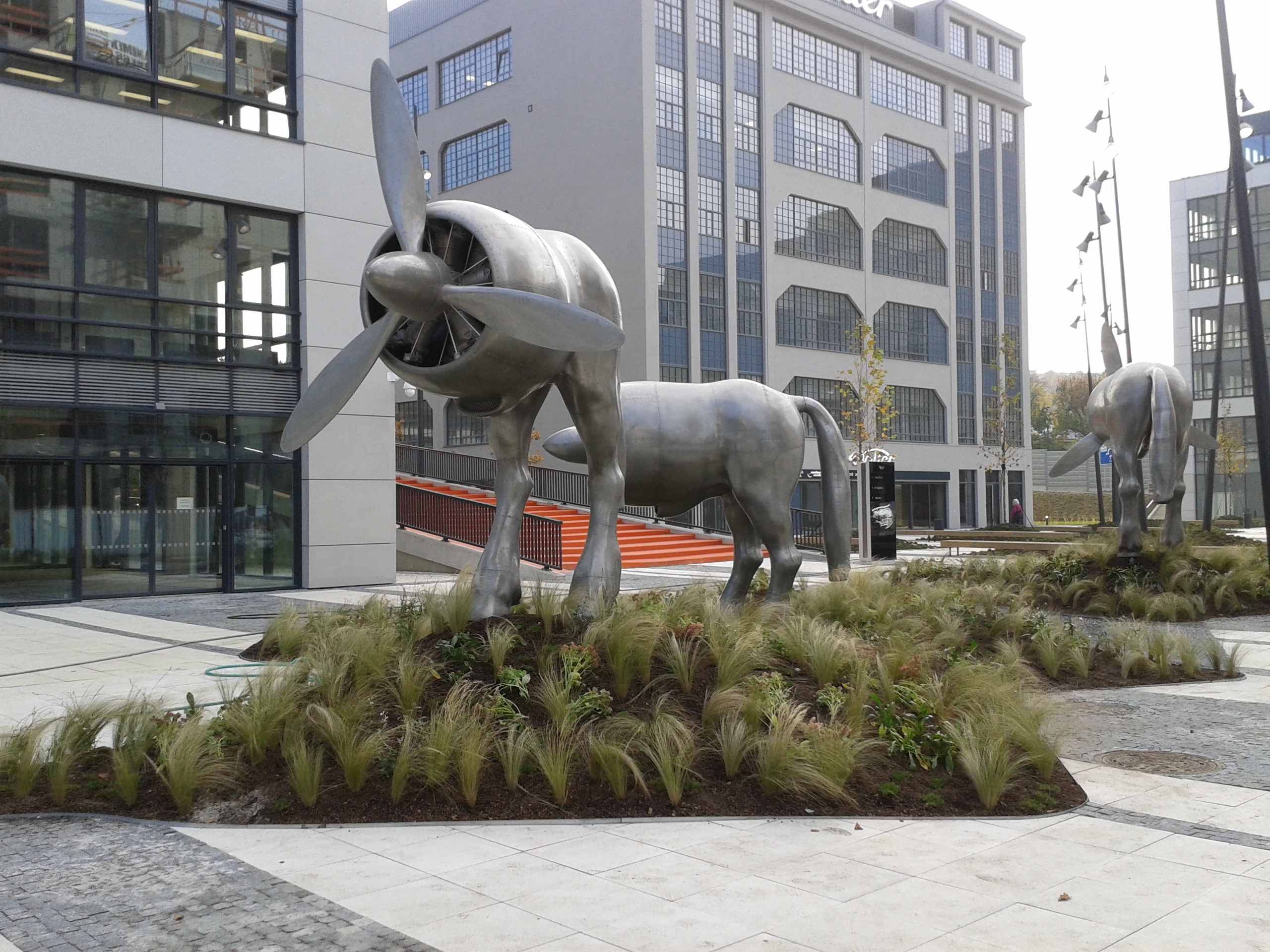
David Černý: Pegasové

V září 2012 větší část bývalé Waltrovky od Red Group, s.r.o. odkoupila Penta Investments, s. r. o. (areál Walter na katastru Jinonice). Během roku 2014 započala se stavbou kancelářsko-bytového komplexu pod názvem rezidence Waltrovka. V roce 2015 byla dokončena první část projektu, budova Aviatica. Po ní (2016–2019) následovaly komplexy Walter, Mechanica 1 a 2, Dynamica, rodinné a bytové domy. V březnu 2019 společnost Penta Real Estate prodala soubor všech pěti kancelářských budov z komplexu Waltrovka v pražských Jinonicích jihokorejské firmě Hanwha Investment & Securities.
Z původního areálu Walter byl zachován střední trakt velké betonové budovy, nyní budova Walter (tzv. „betoňák“, od roku 2009 památkově chráněná), která byla postavena v roce 1929, a část hlavní komunikace továrnou s lipovým stromořadím (Barvitiova, dř. Jinonická). Ing. František Barvitius byl významným konstruktérem automobilů a leteckých motorů Walter. Vlevo za lípami (východním směrem) stávala tzv. Iranhala, největší tovární hala postavená v letech 1942 až 1943. Ta padla. Bohužel se nepodařilo zachránit ani novou betonovou budovu z roku 1937, kde sídlilo ředitelství a byla v ní i výstavní síň, ani přístavbu betonové budovy na západní straně z roku 1942. Alespoň ulice v tomto areálu dostaly jména po významných konstruktérech továrny Walter/Motorlet: ul. Bohumila Šimůnka, Barvitiova, Kačírkova, Nyklíčkova a Kloudova. Jenom vzdáleně připomínají výrobu hvězdicových leteckých motorů Walter skulptury tří Pegasů (jakoby Walter Pegas) od Davida Černého na Walterově náměstí.